# Hyssia griseata
Hyssia griseata är en fjärilsart som beskrevs av George Francis Hampson 1913. Hyssia griseata ingår i släktet Hyssia och familjen nattflyn. Inga underarter finns listade i Catalogue of Life.